# Leucosyrinx
Leucosyrinx é um gênero de gastrópodes pertencente a família Pseudomelatomidae.

## Espécies
- Leucosyrinx amycus W.H. Dall, 1919
- Leucosyrinx barashi Nordsieck, 1982
- Leucosyrinx bolbodes (Watson, 1881)
- Leucosyrinx caecilia Thiele, 1925
- Leucosyrinx canyonensis (Dell, 1956)
- †Leucosyrinx chloris Olsson, 1922
- Leucosyrinx claviforma (Kosuge, 1992)
- †Leucosyrinx climoi Maxwell, 1988
- Leucosyrinx clionella Dall, 1908
- Leucosyrinx elsa Thiele, 1925
- Leucosyrinx equatorialis (Dall, 1919)
- Leucosyrinx eremita (Murdoch & Suter, 1906)
- Leucosyrinx erna Thiele, 1925
- Leucosyrinx esilda (Dall, 1908)
- Leucosyrinx exulans (Dall, 1890)
- †Leucosyrinx fijiensis Ladd, 1982
- Leucosyrinx hemimeres (Watson, 1881)
- Leucosyrinx herilda (Dall, 1908)
- †Leucosyrinx iwaensis MacNeil, 1960
- Leucosyrinx julia Thiele, 1925
- Leucosyrinx kantori McLean, 1995
- Leucosyrinx lancea Lee, 2001
- Leucosyrinx luzonica (Powell, 1969)
- Leucosyrinx macrobertsoni Powell, 1958
- †Leucosyrinx nicoya Olsson, 1942
- Leucosyrinx pelagia (Dall, 1881)
- Leucosyrinx pikei (Dell, 1963)
- Leucosyrinx plebeia (Watson, 1881)
- †Leucosyrinx rabbidgei Ladd, 1982
- †Leucosyrinx rugata (Conrad, 1862)
- Leucosyrinx sansibarica Thiele, 1925
- Leucosyrinx subgrundifera (Dall, 1888)
- Leucosyrinx taludana Castellanos & Landoni, 1993
- Leucosyrinx turritus Sysoev, 1990
- Leucosyrinx verrillii (Dall, 1881)
- †Leucosyrinx xenica Woodring, 1970

Espécies trazidas para a sinonímia
- Leucosyrinx angusteplicata (Strebel, 1905): sinônimo de Antarctospira angusteplicata (Strebel, 1905)
- Leucosyrinx (Sibogasyrinx) archibenthalis Powell, 1969: sinônimo de Sibogasyrinx archibenthalis (Powell, 1969) (basionym)
- Leucosyrinx aequatorialis Thiele, 1925: sinônimo de Comitas aequatorialis (Thiele, 1925)
- †Leucosyrinx alta (Harris, 1897): sinônimo de †Parasyrinx alta (Harris, 1897)
- Leucosyrinx angustiplicata (Strebel, 1905): sinônimo de Leucosyrinx angusteplicata (Strebel, 1905)
- Leucosyrinx archibenthalis Powell, 1969: sinônimo de Sibogasyrinx archibenthalis (Powell, 1969) (combinação original)
- Leucosyrinx badenpowelli Dell, 1990: sinônimo de Antarctospira badenpowelli (Dell, 1990)
- Leucosyrinx circinata Dall, 1873: sinônimo de Aforia circinata (Dall, 1873)
- Leucosyrinx circumcinctum Locard, 1897: sinônimo de Borsonia hirondelleae (Dautzenberg, 1891)
- Leucosyrinx cuvierensis Mestayer, 1919: sinônimo de Terefundus cuvierensis (Mestayer, 1919)
- Leucosyrinx dalli (Bush, 1893): sinônimo de Corinnaeturris leucomata (Dall, 1881)
- Leucosyrinx erica Thiele, 1925: sinônimo de Comitas erica (Thiele, 1925)
- Leucosyrinx erosina Dall, 1908: sinônimo de Borsonella erosina (Dall, 1908)
- Leucosyrinx erranea (Locard, 1897): sinônimo de Borsonia hirondelleae (Dautzenberg, 1891)
- Leucosyrinx falklandica Powell, 1951: sinônimo de Antarctospira falklandica (Powell, 1951) (combinação original)
- Leucosyrinx galapagana Dall, 1919: sinônimo de Exilia cortezi (Dall, 1908)
- Leucosyrinx goodei Dall, 1890: sinônimo de Aforia goodei (Dall, 1890)
- Leucosyrinx gradata Thiele, 1925: sinônimo de Leucosyrinx verrillii (Dall, 1881)
- Leucosyrinx janetae Bartsch, 1934: sinônimo de Leucosyrinx verrillii (Dall, 1881)
- Leucosyrinx kincaidi Dall, 1919: sinônimo de Aforia kincaidi (Dall, 1919)
- Leucosyrinx macroberstoni Powell, 1958: sinônimo de Leucosyrinx macrobertsoni Powell, 1958 (erro ortográfico)
- Leucosyrinx mai Li & Li, 2008: sinônimo de Comispira mai (B.-Q. Li & X.-Z. Li, 2008) (combinação original)
- Leucosyrinx mawsoni Powell, 1958: sinônimo de Antarctospira mawsoni (Powell, 1958) (combinação original)
- Leucosyrinx minatoensis Otuka, 1959: sinônimo de Aforia circinata (Dall, 1873)
- Leucosyrinx otohimei Ozaki, 1958: sinônimo de Aforia circinata (Dall, 1873)
- Leucosyrinx pacifica Dall, 1908: sinônimo de Belomitra pacifica (Dall, 1908)
- Leucosyrinx paragenota Powell, 1951: sinônimo de Antarctospira paragenota (Powell, 1951)
- Leucosyrinx paratenoceras Powell, 1951: sinônimo de Typhlodaphne paratenoceras (Powell, 1951) (combinação original)
- Leucosyrinx persimilis (Dall, 1890): sinônimo de Aforia persimilis (Dall, 1890)
- Leucosyrinx pyramidalis (Schepman, 1913): sinônimo de Sibogasyrinx pyramidalis (Schepman, 1913)
- Leucosyrinx queenslandica Powell, 1969: sinônimo de Zemacies queenslandica (Powell, 1969)
- Leucosyrinx recta Hedley, 1903: sinônimo de Austrocarina recta (Hedley, 1903)
- Leucosyrinx sigsbeei (Dall, 1881): sinônimo de Leucosyrinx verrillii (Dall, 1881)
- †Leucosyrinx subaltus P. Marshall & Murdoch, 1919: sinônimo de †Parasyrinx subalta (P. Marshall & R. Murdoch, 1919)
- Leucosyrinx tenoceras (Dall, 1889): sinônimo de Leucosyrinx verrillii (Dall, 1881)
- Leucosyrinx thomsoni Mestayer, 1919: sinônimo de Taranis nexilis bicarinata (Suter, 1915)